# Pohlavní chromozom

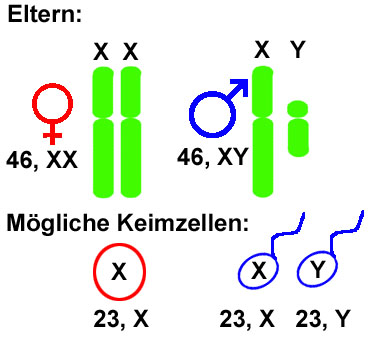
Pohlavní chromozomy a jejich výskyt v pohlavních buňkách

Pohlavní chromozom (též allosom, gonozom či heterochromozom) je takový chromozom, který se podílí na chromozomálním určení pohlaví. U člověka mezi pohlavní chromozomy patří chromozom X a chromozom Y; ženy jsou homogametického pohlaví, tzn. mají dva stejné chromozomy (XX), mužské pohlaví je u člověka heterogametické (XY). U jiných živočichů však existuje i pohlavní chromozom W nebo například chromozom Z. Chromozomy nepatřící mezi pohlavní se označují jako autozomy.